# L'últim segon
L'últim segon (títol original: Split Second), és una pel·lícula britànica de 1992 dirigida pel director britànic Tony Maylam amb la col·laboració de Ian Sharp i protagonitzada per Rutger Hauer i Kim Catrall. Ha estat doblada al català.

## Argument
L'any 2008, la ciutat de Londres ha quedat uns quants metres submergida sota l'aigua a conseqüència de l'Escalfament Global. L'oficial de policia novell Dick Durkin (Neil Duncan), és assignat com a company de Harley Stone (Hauer), un molt "cremat" i cínic detectiu, que com bé descriu el seu oficial al comandament, després de la mort o desaparició del seu company, a mans d'un misteriós i despietat assassí en sèrie al que mai han aconseguit atrapar sobreviu a força d'ansietat, cafè i xocolata.
Això no obstant, ara els assassinats han començat de nou, i Stone i Durkin hauran de seguir i desxifrar les pistes per atrapar a aquest terrible assassí.

## Repartiment
- Rutger Hauer: Harley Stone
- Kim Cattrall: Michelle
- Neil Duncan: Dick Durkin
- Michael J. Pollard: El Caça-rates
- Alun Armstrong: Escombriaire
- Pete Postlethwaite: Paulsen
- Ian Dury: Jay Jay
- Roberta Eaton: Robin
- Tony Steedman: O'Donnell
- Steven Hartley: Foster
- Sara Stockbridge: Tiffany
- Ken Bones: Expert forense
- Daimon Richardson: Oficial de Policia
- Dave Duffy: Nick 'El Barman'
- Colin Skeaping: Borratxo
- Stewart Harvey-Wilson: Assassí
- Tina Shaw: Stripper

## Al voltant de la pel·lícula
La pel·lícula va ser estrenada als Estats Units el 1992, sent un fracàs de taquilla amb una recaptació de 5.430.822 de dòlars sobre un pressupost de 7.000.000. Malgrat el fracàs, ha anat guanyant un creixent culte amb els anys.
- La pel·lícula va ser filmada en vuit setmanes i la seva pre-producció va durar 21 dies.[3]
- Les escenes de la batalla final en l'Estació de metro subterrània van ser rodades pel director britànic Ian Sharp.
- Stephen Norrington (Blade) va actuar com a dissenyador d'efectes de criatures i supervisor de FX.[3]
- Algunes escenes es van esborrar de totes les versions de VHS i DVD. Aquestes inclouen un somni i un assassinat com a seqüències addicionals juntament amb una introducció de la promesa de Durkin, que s'acredita en totes les versions de la pel·lícula com el personatge de Robin, interpretada per l'actriu Roberta Eaton, a pesar que la seva escena només està en les versions velles per a televisió que pel que sembla incloïa alguna de les altres escenes eliminades.[3]